# Javier Calamaro
Javier Calamaro Massel, né le 22 juillet 1965 à Buenos Aires, est un chanteur et musicien argentin, frère cadet du musicien Andrés Calamaro.

## Biographie
Javier Calamaro commence sa carrière en tant que membre du groupe Frappe, avec lequel il sort un album homonyme en 1984, puis devient membre de El Corte, avec lequel il édite deux albums entre 1986 et 1987. Après la séparation d'El Corte, en 1988, Javier Calamaro rejoint la Gitano Herrera et forme Los Guarros. Avec ce groupe, il obtient une grande répercussion en éditant sept albums, et en ouvrant pour des artistes internationaux comme Joe Cocker, Brian May et Guns N' Roses. Après dix ans, Los Guarros se sépare et Javier Calamaro commence sa carrière solo.
En 1998, il sort son premier album solo (édité par Sony BMG) intitulé Diez de corazones. Avec ce premier album, il reste longtemps à la première place des classements argentins, porté en partie par le succès du single Sweet Home Buenos Aires (adaptation en espagnol de Sweet Home Alabama) en duo avec Charly García. La Milonga Sin ser valiente, dans laquelle Javier démontre toute sa puissance de chanteur, fait aussi partie de l'album.
En 2000, il publie Quitapenas. Son prochain album est Iluminado, enregistré en 2001 au Club La Trastienda, dans lequel il interprète des chansons à Los Guarros et en solo. Les invités incluent notamment León Gieco et la chanteuse espagnole María Bestar. En 2002, il publie sa première compilation, intitulée Lo Mejor qui comprend le morceau inédit Euforia y furia. Un an plus tard, il sort Kimika. Mais la surprise vient en 2006 avec la sortie de l'album de tango, Villavicio.
Este minuto (2010) est enregistré avec son groupe Los Piratas aux Studios ION à Buenos Aires. Il comprend trois duos : un avec David Lebón, un avec Jorge Serrano (pour une reprise de Los Auténticos Decadentes) et un avec son frère Andrés. En 2014, il sort son huitième album, La Vida es afano, deuxième album dans lequel Javier se réinvente dans le tango.
À la fin de 2015, il sort son neuvième album, intitulé Próxima vida.

## Discographie

### Albums studio
- 1998 : Diez de corazones
- 2000 : Quitapenas
- 2003 : Kímika
- 2006 : Villavicio
- 2010 : Este minuto
- 2014 : La vida es afano
- 2015 : Próxima vida

### Album live
- 2001 : Iluminado

### Compilation
- 2002 : Lo Mejor